# Erotski film
Erotski film, filmski žanr koji se fokusira na sugestivne teme ili erotske i strastvene scene i subjekte, ponekad prikazujući scene golotinje i vođenja ljubavi, ali ne na veoma eksplicitan način kao u pornografskim filmovima.
Neki od predstavnika žanra su Devet i pol tjedana (1986.), Kobna privlačnost (1987.), Sirove strasti (1992.), Otrovna Ivy (1992.), Sliver (1993.), Boja noći (1994.) i Posljednje zavođenje (1994.).

## Povijest
Jedna od najranijih erotskih filmskih scena prikazana je 1897. godine u filmu Après Le Bal francuskog filmskog pionira Georgesa Meliesa. Prvi seks simbol bila je glumica Theda Bara koja je glumila u nekoliko nijemih filmova Fox Films Corporationa, od kojih je prvi bio A Fool There Was (1915.).
Tijekom 30-ih godina 20. stoljeća najzapaženije glumice erotskog naboja bile su Jean Harlow i Marlene Dietrich, a tijekom 50-ih Marilyn Monroe. U 60-ima pojavila su se tri filmska naslova erotskog predznaka - Diplomac (1967.), Barbarella (1968.) s Jane Fondom i Candy (1968.).
Godine 1968. ukinut je tzv. Hays Code, a uvedene su nove oznake koje su etiketirale filmove s obzirom na njihov sadržaj te razinu nasilja i seksa prikazanog u filmu. Seksualna revolucija 70-ih godina donijela je novu živost u način prikazivanja seksa na filmskom platnu, koja je 1974. iznjedrila uspješan erotski film Emmanuelle sa Sylvijom Kristel u glavnoj ulozi. Film je ostvario međunarodni uspjeh, rezultirao s više nastavaka i potaknuo ostvarenja sličnih uradaka.
Od mainstream uradaka važan primjer erotskog filma je Posljednji tango u Parizu (1972.) s Marlonom Brandom i Mariom Schneider u glavnim ulogama.
Novi zamah žanru dogodio se tijekom 80-ih s filmom Devet i pol tjedana (1986.) u kojem su glavne uloge ostvarili Kim Basinger i Mickey Rourke, a trend se nastavio i početkom 90-ih s filmom Sirove strasti (1992.) s Michaelom Douglasom i Sharon Stone u glavnim ulogama.

## Sadašnji trend
Današnji trendovi u zapadnoj kinematografiji išli su na štetu razvoja žanra erotskog filma. U mainstream filmovima češće su zastupljene čak i eksplicitnije seksa, a sam žanr je donekle nastavio život kroz žanr erotskog trilera.

## Podžanrovi
- Erotski triler - filmski podžanr koji kombinira erotiku i triler. Poznati predstavnici podžanra su Sirove strasti, Kobna privlačnost, Divlja igra i Oči širom zatvorene.

- Seksploatacijski film - podžanr eksploatacijskog filma. Istaknuti predstavnik žanra je ciklus filmova o Crnoj Emanuelle.

## Predstavnici erotskog filma

### Glumci
- Laura Gemser
- Sylvia Kristel
- Jane March
- Sharon Stone

### Redatelji
- Joe D'Amato
- Paul Verhoeven